# Brandvorwerk

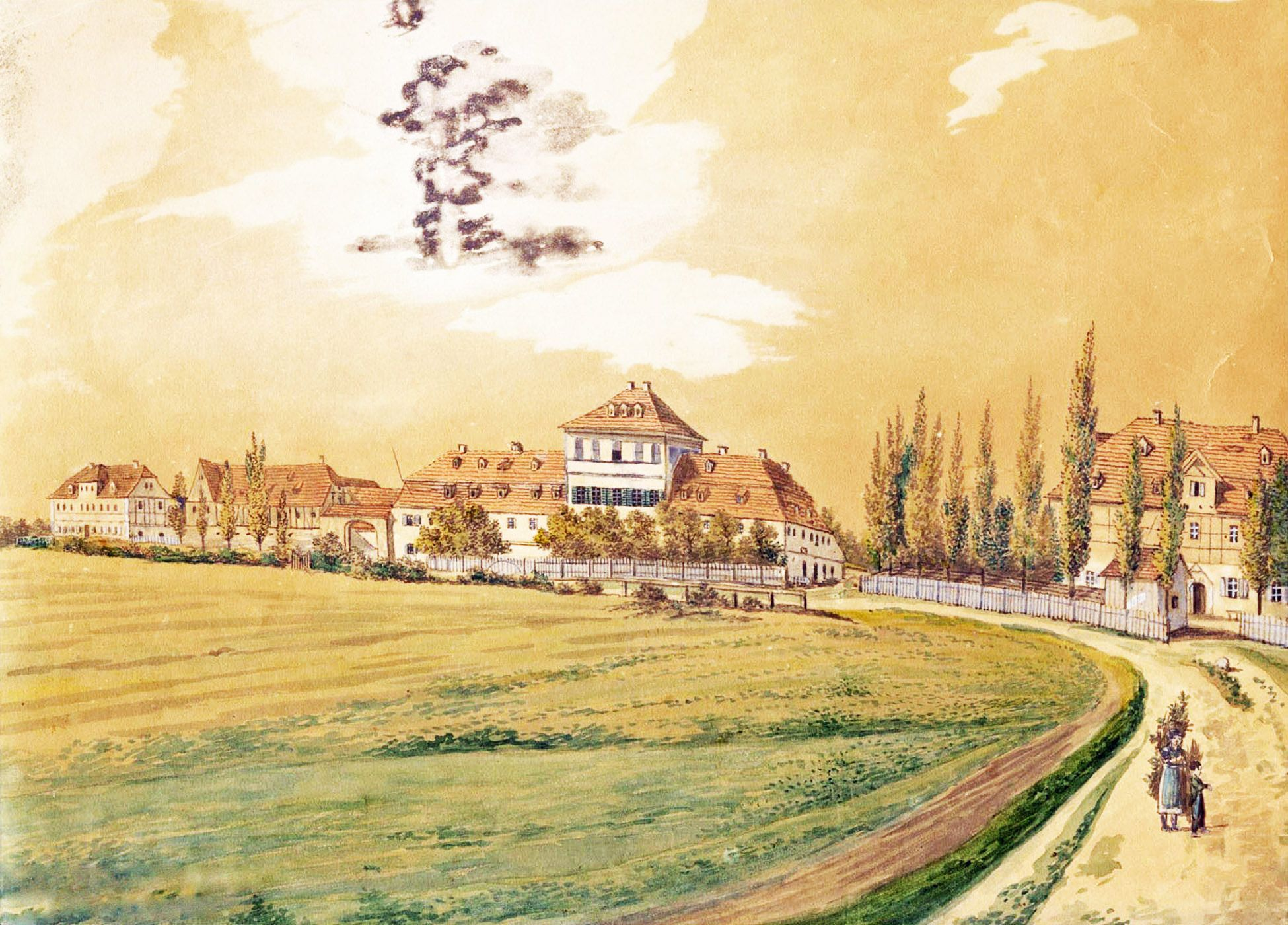
Das Brandvorwerk um 1850, rechts davon die Gaststätte Gosenthal, links das Feldschlößchen

Das Brandvorwerk war ein Gutsweiler, anderthalb Kilometer südlich des alten Leipzig gelegen. Im 18. und 19. Jahrhundert war es über Leipzig hinaus bekannt wegen seiner beliebten Ausflugslokale. An den Ort erinnern heute noch die Brandvorwerkstraße und die Brandstraße in Leipzig.

## Geschichte
Im Mittelalter existierte südlich von Leipzig das Dorf Lusitz, dessen Mühle 1241 vom Landesherrn den Nonnen des Zisterzienserinnenklosters St. Georg in Leipzig übertragen wurde. 1248 erhielten jene weitere 16 Hufen Land und damit wohl die gesamte Gemarkung des Ortes, wo sie seitdem die Grundherrschaft ausübten. Ende des 14. Jahrhunderts ist Lusitz wüst gefallen. Als Ersatz installierte das Kloster ein Vorwerk: „der Nonnen Schafstall“. Teile der Feldflur wurden an Leipziger Ackerbürger verpachtet. Das Vorwerk lag etwa anderthalb Kilometer südlich des Leipziger Peterstors östlich des alten Floßgrabens am damaligen Brandweg Richtung Connewitz und breitete sich in etwa auf dem Karree zwischen der heutigen Mahlmannstraße, August-Bebel-Straße, Arndtstraße und Schlegelstraße aus.
Nach der Auflösung des Nonnenklosters in Folge der Reformation erwarb 1543 die Stadt Leipzig dessen Besitz. Das Vorwerk hatte seitdem einen rechtlichen Sonderstatus: Außerhalb des städtischen Weichbilds (der Stadtrechtsgrenze) gelegen, besetzte es zwar die Gemarkung eines Dorfes, war aber de jure kein vollständiges. So wurden seine Bewohner rechtlich der Leipziger Landstube unterstellt. Die Immobilie samt zugehöriger Flur aber verkaufte der Leipziger Rat als Lehen an reiche Stadtbürger, die darauf schalten und walten konnten wie Rittergutsbesitzer.
Das Vorwerk hieß zunächst nach seinen Besitzern Berger, Thoming oder Roth, ehe es aufgrund religiöser Konflikte seinen endgültigen Namen erhielt: Ende des 16. Jahrhunderts kam es in Leipzig zu Auseinandersetzungen mit den Calvinisten. Diese hatten das etwas abseits gelegene Vorwerk, das inzwischen dem Calvin-Anhänger Peter Roth gehörte, als einen Versammlungsort genutzt. Am 27. Juni 1593 legten die Lutheraner durch einen Brandanschlag das Gut in Schutt und Asche, nachdem am 14. Mai hier noch Streitgespräche zwischen beiden Parteien stattgefunden hatten. Das Gut wurde bald wieder aufgebaut, hieß aber im Volksmund nunmehr das Brandvorwerk oder auch kurz das Brand.
1594 gelangte das Gut für sechs Jahrzehnte in den Besitz der Familie Wirth. Aufgrund finanzieller Schwierigkeiten infolge des Dreißigjährigen Krieges verkaufte diese 1643 einen Platz neben dem Brandvorwerk. Dort entstand eine weitere Ökonomie, von der aus Teile der Leipziger Stadtflur bewirtschaftet wurden. Seitdem unterschied man zwischen vorderem und hinterem Brand. Ein weiteres, 1701 mit zwei Mietshäusern bebautes Objekt war das Drechslersche Wiesengrundstück – der ehemalige Nonnengarten. Aus diesen drei Teilen bestand der Gutsweiler Brandvorwerk bis 1800.

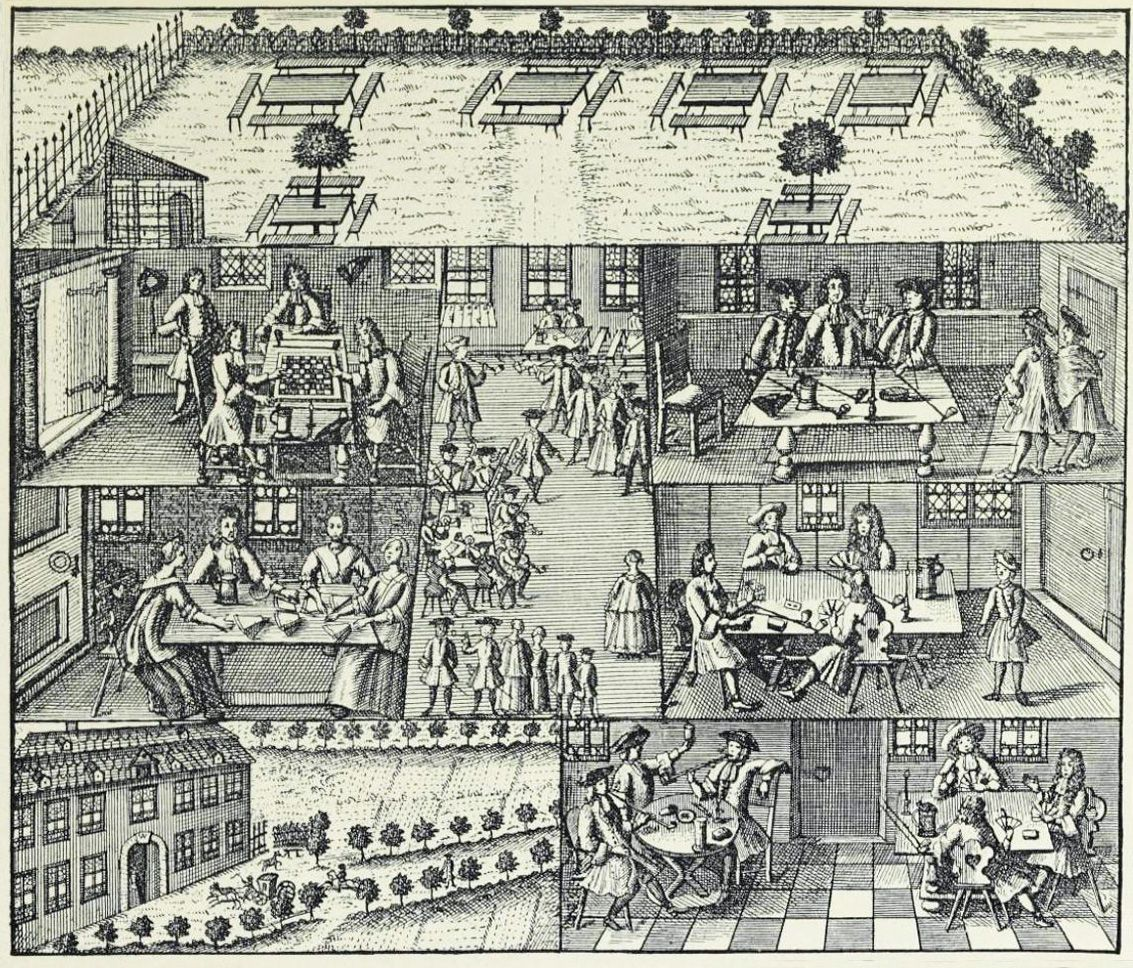
Vergnügungen im Brandvorwerk 1746

Das Hauptgut, das vordere Brand, erwarb 1655 der Universitätsrektor, Medizinprofessor und Mitbegründer der deutschen Rechtsmedizin Gottfried Welsch (1618–1690). Dieser ließ 1679 zur Verbesserung seiner Einnahmen auf dem Vorwerk eine Schenke einrichten. Als zu Beginn des 18. Jahrhunderts beim bürgerlichen Publikum Spaziergänge in die Natur modern wurden, finanzierte seine Schwiegertochter Catharina Magdalena Welsch 1723 einen repräsentablen, großen Neubau neben dem Wirtschaftshof, der den gehobenen Ansprüchen der Stadtbürger besser genügte. Dieses Ausflugslokal mit Konzerten, Biergarten, Kegelbahn, Bierstuben, Tanzsaal und Séparées war ein großer Erfolg. Es zog so viel Publikum an, dass es sich für den Besitzer des hinteren Brands lohnte, auch dort ein Lokal zu eröffnen. Im 18. Jahrhundert gehörte das Brandvorwerk zu den beliebtesten Etablissements der Leipziger. Es wurde in den Büchern als „Angenehmer Zeitvertreib des grossen und mannigfaltigen Vergnügens auf dem weltbekannten Lust-Saale des so genannten Brandtvorwergs ohnweit Leipzig“ (1745) und „Curieuse und sehr lustige Supplementa des angenehmen Zeitvertreibs und vielfältigen Vergnügens auf dem weitberühmten Lust-Saal des so genannten Brandtvorwergs ohnweit Leipzig“ (1749) ausführlich gefeiert.
1775 ging das Hauptgut auf einen entfernten Verwandten der Welschs über: Johann Joachim Hennig. Diesem gelang es, 1789 das Drechslersche Wiesengrundstück und 1800 das hintere Brand zu erwerben und damit Brandvorwerk und Flur wieder in einer Hand zu vereinigen. 1815 kaufte der Leipziger Dichter und Verleger Siegfried August Mahlmann (1771–1826) das Brandvorwerk, in dessen landwirtschaftlichem Teil er neue Anbaumethoden zur bäuerlichen Ertragssteigerung erprobte.
Mahlmanns Erbinnen beschlossen 1839, die Gemarkung inklusive Immobilien in 18 Teile zu stückeln und einzeln zu versteigern. Der Ökonomiehof ging an eine Familie Regel. Der „Lustsaal“ wurde saniert und unter dem Namen Gosenthal 1844 neueröffnet. Nun schenkte man auch dort die in Leipzig beliebte Gose aus. Die hintere Schenke erhielt den Namen Feldschlößchen. Zwischen den beiden gelegen, wurde die Brandbäckerei ausgebaut und mit ihrem Kuchengarten zu einem dritten beliebten Ausflugslokal auf dem Brandvorwerk.
1834 wurde der Leipziger Rat von den sächsischen Behörden angewiesen, Ort und Flur in den Leipziger Heimatbezirk aufzunehmen. Dies verzögerte die Messestadt aus finanziellen und politischen Gründen jahrzehntelang. Erst am 1. Juli 1856 und mit zunehmendem Druck von oben rang man sich zur Eingemeindung des Vorortes durch.
Um 1810 hatte das Vorwerk 58 Einwohner, um 1845 zählte man 87 Einwohner in fünf Wohngebäuden, und nach der Volkszählung von 1855 hatte das Brandvorwerk sieben Gebäude mit 25 Haushalten, in denen 110 Einwohner lebten.
1860 finanzierte der Kaufmann Bernhard Hüffer (1824–1904) auf dem Brandvorwerk einen Hoffmannschen Ringofen, nach dem Scholwiner Muster der zweite weltweit. Solche Brenntechnik revolutionierte seinerzeit die Ziegelindustrie und machte durch Massenproduktion den Bauboom der Gründerzeit überhaupt erst möglich. Hüffer, seit 1862 auch Besitzer des Ökonomiehofes, gab mit seinem 1863 eingereichten Bebauungsplan den Startschuss zum städtischen Ausbau der Brandgemarkung. Aus seinen Ziegeln besteht ein Gutteil der Schleusen und Häuser der heutigen Leipziger Südvorstadt, jenes Ortsteils, der schließlich aus den ehemaligen „Brandfeldern“ und südlichen „Stadtfeldern“ hervorging.
Von der Brandvorwerksbebauung ist heute nichts mehr zu sehen. Das Feldschlößchen ist 1866 abgebrannt, Wirtschaftshof und Brandbäckerei wichen Ende der 1870er Jahre Neubauten. Als letztes Objekt fiel schließlich 1904 das Gosenthal, das zwischenzeitlich 1885–1890 auch Schuberts Ballhaus hieß, einer Neubebauung zum Opfer. Bis auf zwei Straßennamen erinnert heute nichts mehr an den ehemaligen Ausflugsort. Eine Parallelstraße zur August-Bebel-Straße, welche die ehemaligen Brandfelder komplett durchschneidet, wurde nach einem Beschluss vom 25. Juli 1868 Brandvorwerkstraße benannt, und seit dem 29. Oktober 1908 heißt eine in Richtung des ehemaligen Brandvorwerks führende Straße in Connewitz Brandstraße. Mittelbaren Bezug auf das Brandvorwerk hat auch die seit 1863 so benannte Mahlmannstraße.

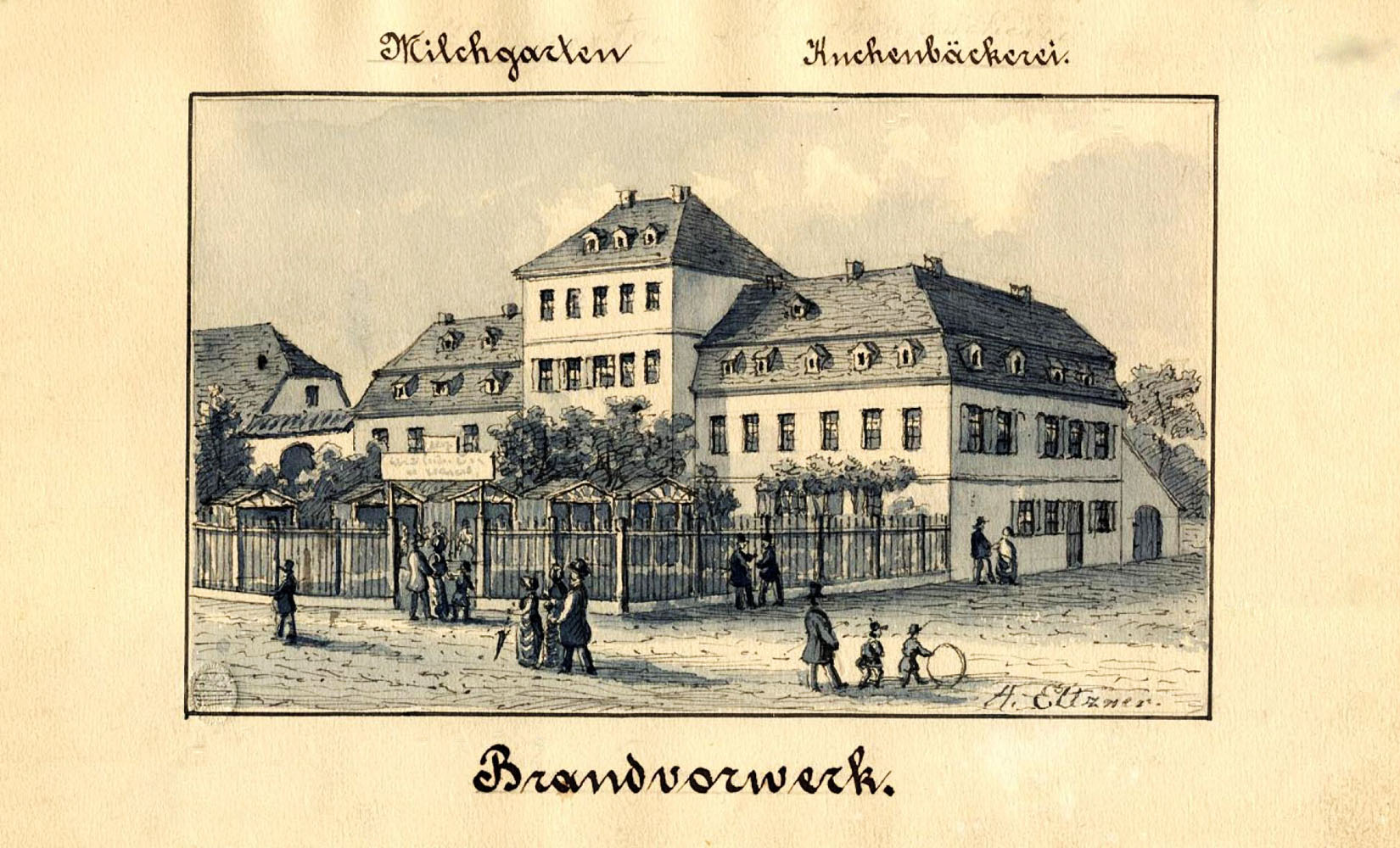
Die Brandbäckerei um 1860
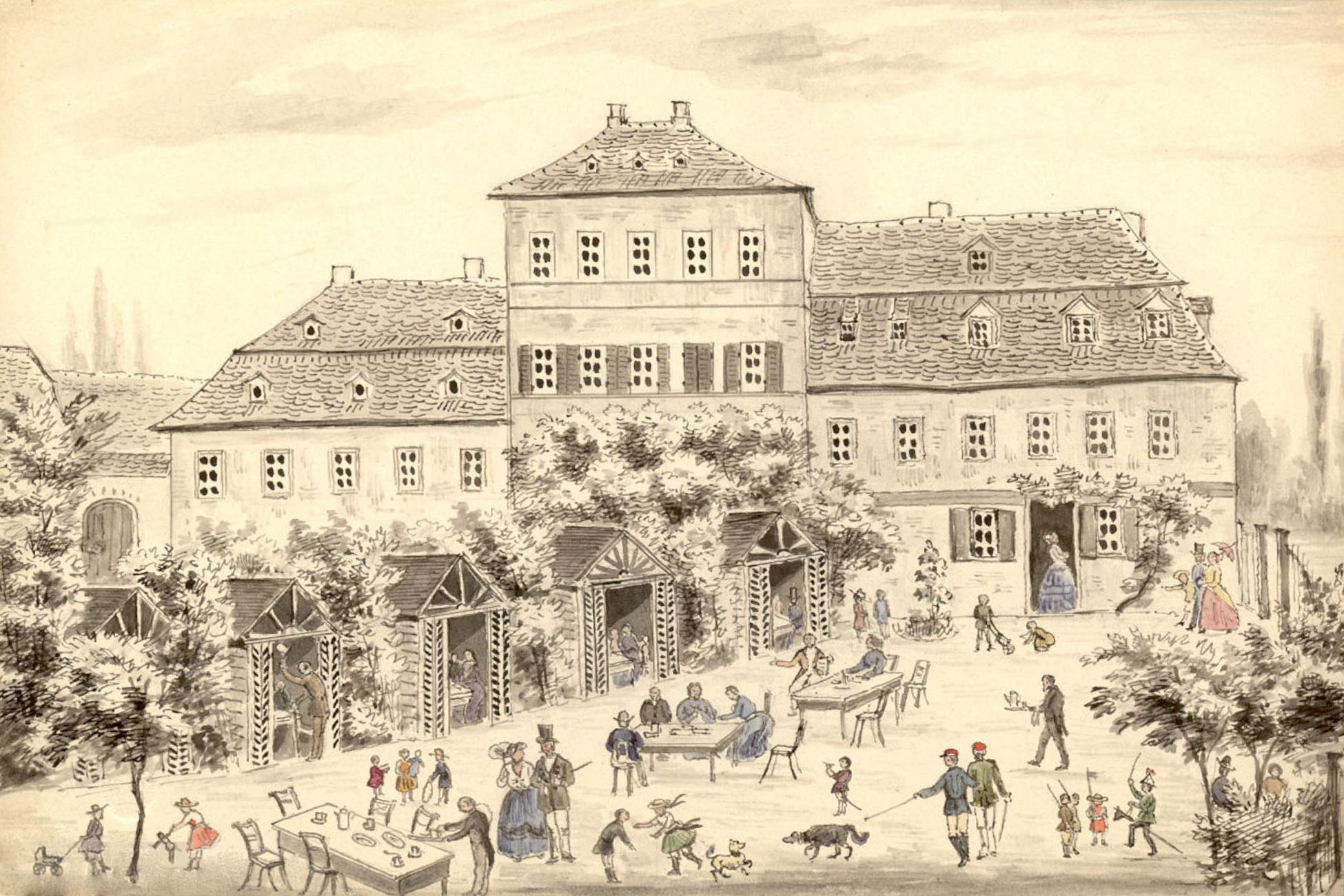
Der Kuchengarten
Die Gaststätte Gosenthal
Das Gosenthal vor dem Abriss 1904